# 十種神寶
十種神寶（日语：／ tokusa no kandakara */?）是傳說中物部氏的祖神饒速日命所擁有的十種神寶的總稱。

## 概要
《先代舊事本紀》的「天孫本紀」中記載，饒速日命從天照大神的手中獲得了十種神寶。《先代舊事本紀》將其稱為「天璽瑞寶十種」。
《日本書紀》對其進行了更加詳細的記錄：在神武天皇東征之前，天照大神授予其十種神寶，饒速日命乘天磐船從天而降，到達河內國（現在的大阪府交野市），而後移居大和國（奈良縣）。
其中包括了鏡2種、劍1種、勾玉4種、比禮（即披帛，古代女性披在身上的長巾）3種，其和三神器——八咫鏡、天叢雲劍和八尺瓊勾玉相對應。
比較常見的十種神寶的內容如下：
- 沖津鏡
- 邊津鏡
- 八握劍
- 生玉
- 死返玉
- 足玉
- 道返玉
- 蛇比禮
- 蜂比禮
- 品物之比禮

## 相關作品
- 《雙界儀》
- 《幽界靈語》：漫畫家藤崎龍繪製的日本漫畫。
- 《拳皇系列》：拳皇EX中登場，自大蛇篇開始衍生的劇情中，圍繞著十種神寶的劇情。
- 《大神》：本作中的武器名稱皆來自三神器與十種神寶。
- 《咒術迴戰》：當中的十種影法術即是延伸自十種神寶。